# República de Siberia

Bandera del regionalismo siberiano.

La República de Siberia es una idea política que promueve el regionalismo siberiano, el cual defiende que Siberia debería ser un estado independiente de Rusia.
El principal argumento a favor es que la extensión de la región geográfica comprende el 77% del territorio ruso con una extensión aproximada de 13,1 millones de km². En cuanto a los recursos económicos, Siberia Occidental es una región rica en reservas de petróleo y gas, sin embargo las tasas van a parar a las arcas del Estado, en Moscú.
Otro punto "favorable" según los regionalistas, sería que al hacerse con el control de las compañías gasísticas y petroleras con el fin de pagar los impuestos dentro de Siberia "beneficiaría económicamente la zona".

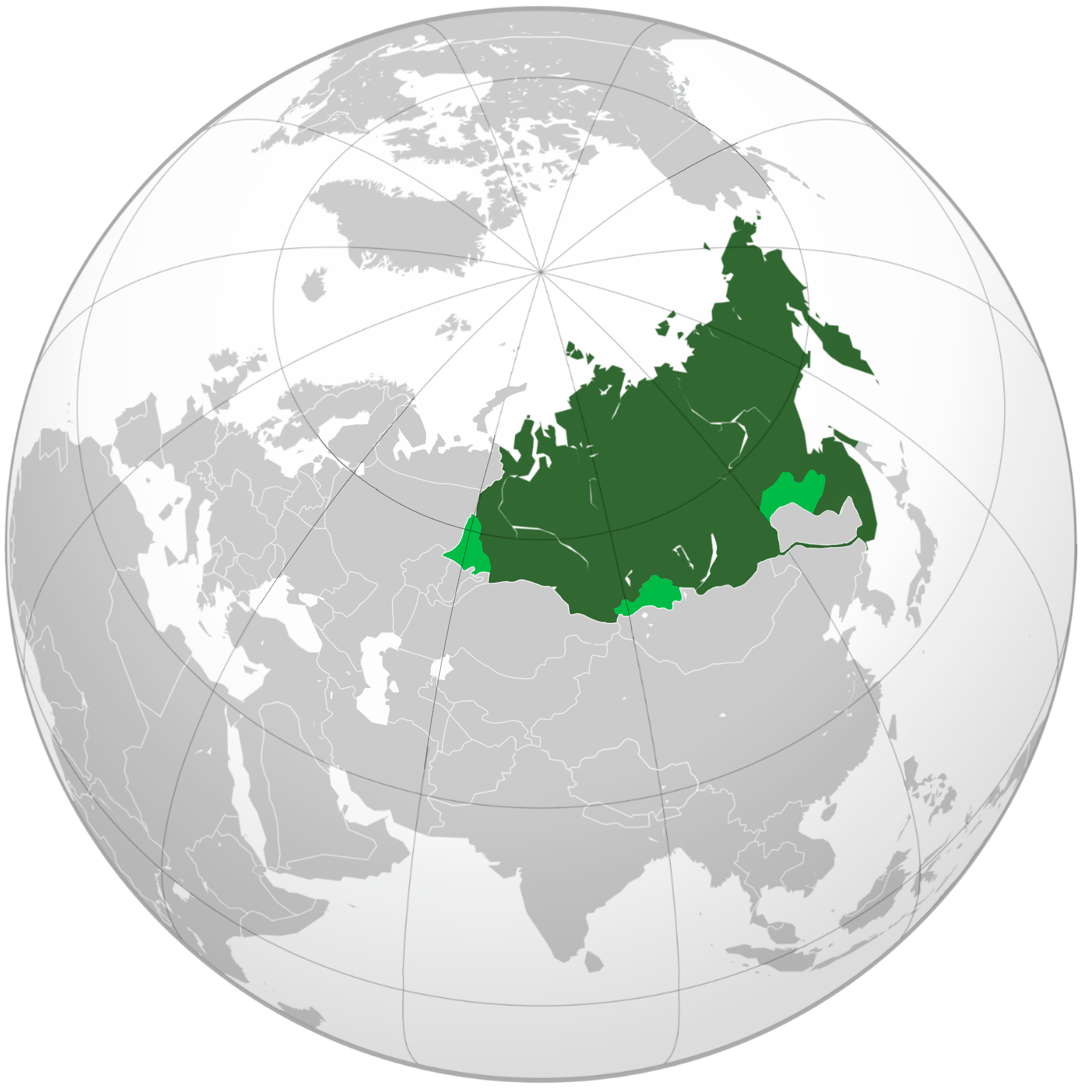
Territorio reclamado.

Por otra parte, los que se oponen a la autodeterminación argumentan que la población siberiana está diseminada y debería permanecer bajo control ruso "por seguridad ante un hipotético ataque del exterior".

## Historia
El movimiento regionalista surgió en el siglo XX durante la Guerra Civil Rusa. La república fue establecida en 1918 por Aleksandr Kolchak y Viktor Pepelyayev como Estado opositor al Bolchevismo. El mismo año se formaron dos gobiernos provisionales en Vladivostok y Omsk hasta que a finales de 1918 se unieron y pasaron a formar el Directorio de Omsk, conocido también como: Gobierno Provisional de Todas las Rusias. Con la victoria del ejército sóviet pasó a formar parte de la Unión Soviética.
En las Elecciones al Congreso de 1989 se debatió la propuesta de la república con el acuerdo de otorgarles más autonomía.
En 1992, durante la Perestroika volvieron a reconsiderar la autonomía y los políticos siberianos declararon que de ignorarse sus demandas "acelerarían el proceso de una república siberiana.

## Censo de 2010 de Rusia
Durante el censo de 2010 se ha informado por los trabajadores del censo que se niega el derecho a los ciudadanos de su nacionalidad a medida que se había declarado. Específicamente, a los ciudadanos que deseen tener su identidad étnica registrada como "siberiana", se le han atribuido como rusos o "rusos siberianos". Por ley, "Siberia" se muestra como una de las posibles identidades de los protocolos oficiales. Después del censo, Valery Draganov, el primer vicepresidente del comité de la Duma industrial, señaló que "de acuerdo a los resultados del último censo, 'Siberia' la palabra en la línea de la nacionalidad ha roto todos los récords ", con un número significativo de residentes en Tyumen, Omsk, y otras ciudades al este de los Urales identificarse a sí mismos de esa manera. Michael Bohm de The Moscow Times también comentó sobre el aumento de la autoidentificación de Siberia en el censo, pidiendo la eliminación de la "nacionalidad" de pasaportes rusos y citando la alienación de Siberia desde Moscú. Los resultados del censo mostraron que aproximadamente solo 6.000 ciudadanos se identifican como "siberianos" de un censo de unos 40 millones de habitantes.

## Manifestación satírica
En 2014 y en respuesta a la anexión de Crimea por parte de Rusia, el actor y cómico Artyom Loskutov organizó en Novosibirsk una "manifestación satírica" en la que hizo un llamamiento a la creación de una República Siberiana dentro de Rusia con el objetivo de promover el federalismo en la región asiática del país. El político Alekséi Navalny anunció el evento en su blog personal, pero el Gobierno desautorizó la marcha.
De acuerdo con sus palabras: el objetivo de la propuesta era criticar la "hipocresía del Kremlin por la anexión de Crimea y la desestabilización de Ucrania mientras niegan a otros territorios de Rusia el derecho a la autodeterminación". También comentó lo siguiente: "Nos dicen [el Gobierno] la grandeza de algunas repúblicas por defender sus intereses, de acuerdo, apliquemos esto a las demás regiones. ¿Podría Siberia ser un estado independiente?, la respuesta sería: no".
Tales propuestas fueron comparadas con el Euromaidan que precedió en 2014 a la Revolución Ucraniana. El exboxeador Nikolái Valúiev se mostró crítico y definió el acto como "el primer intento global de promover el separatismo en Rusia". La Agencia Federal Supervisora de los Medios de Comunicación demandó a catorce medios de comunicación que difundieron los informativos y amenazaron con cerrar la sede de la BBC en Rusia.